# Valico di Rabuiese
Il valico di Rabuiese è stato un valico di frontiera fra l'Italia e la Slovenia. Rappresentava, per volume di traffico, uno dei principali valichi confinari tra i due Paesi, e il principale punto di passaggio tra l'Europa occidentale e le coste dell'Istria occidentale. 
Collegava le località di Rabuiese (in comune di Muggia, nella provincia di Trieste) e di Scoffie (Spodnje Škofije, originalmente, in italiano, Albaro Vescovà; nel comune di Capodistria). Da parte slovena è chiamato, per l'appunto, valico confinario di Scoffie (mejni prehod Škofije).

## Descrizione
Il valico è detto di Rabuiese dal nome della località nei pressi del quale è posizionato. Il nome sloveno deriva dalla località più vicina al valico, Scoffie. 
Il valico è sia stradale che collegato con strade extraurbane principali. Da parte italiana vi termina l'ex strada statale 15 (ora ridenominata SP37), proveniente da Trieste, e l'Autostrada Sistiana-Rabuiese, che lo collega con il Raccordo autostradale 13 e, tramite questo, con  l'autostrada per Venezia. Da parte slovena vi finisce la strada 741, che inizia da Fortezza, per poi connettersi con la strada per Capodistria, e la Superstrada H5, che connette il valico con l'autostrada per Lubiana. L'H5 prosegue, senza soluzione di continuità, con la superstrada H6, che termina a Isola d'Istria. Da qui non sono distanti i principali valichi tra Slovenia e Croazia di Sicciole e di Dragogna, da cui il traffico prosegue lungo la autostrada A9 fino a Pola.
Il traffico è sia turistico che commerciale. Da tale valico, infatti, si raggiungono le località balneari dell'Istria slovena (come Pirano e Portorose) e croata (come Rovigno e Umago).

## Storia
Il valico è stato istituito nel 1954 quando, a seguito del Memorandum di Londra, l'Italia prese il controllo della Zona A del Territorio Libero di Trieste, mentre la Jugoslavia inglobò la Zona B. In base a tale accordo venne rettificato il confine nei pressi di Muggia, a favore della Jugoslavia, che portò all'apposizione del valico in località Baita di Rabuiese. Rabuiese venne, di fatto, tagliata in due, con la parte meridionale dell'insediamento che si trovò sotto il controllo jugoslavo. Il nuovo confine tagliò la Via Flavia, che congiungeva Trieste con Pola, nel periodo interbellico. L'apertura del valico venne fissata per il 26 ottobre.
Il valico era di I° categoria, ovvero poteva essere attraversato da qualsiasi persona dotata di un documento valido per l'espatrio, e non solo chi era dotato di lasciapassare, che consentiva il passaggio anche sui valichi di II° categoria. Il valico era sempre aperto.
Dal 1991 subentrò alla Jugoslavia la neoindipendente Slovenia. In occasione dell'entrata della Slovenia nell'accordo di Schengen, il 21 dicembre 2007, il passaggio al valico venne liberalizzato. Al valico venne organizzata una cerimonia in occasione dell'evento, a cui parteciparono diverse autorità come José Barroso, presidente della Commissione Europea, e il primo ministro sloveno Janez Janša.
Dall'11 marzo 2020 le autorità slovene, al fine di prevenire un aumento del numero dei contagi da COVID-19, stante la situazione italiana, decidono di incrementare i controlli sanitari al confine, lasciando aperti solo i valichi più importanti. Il valico di Rabuiese è tra quelli che rimangono aperti. Dal 13 giugno 2020 le autorità slovene liberalizzano il passaggio per i cittadini del Friuli-Venezia Giulia, mentre il 15 giugno il transito viene liberalizzato per tutti i residenti in Italia.